# Grive de Tristan da Cunha
Turdus eremita
Pour les articles homonymes, voir Grive et Tristan da Cunha.
Espèce
Statut de conservation UICN

 NT  : Quasi menacé
La Grive de Tristan da Cunha (Turdus eremita, anciennement Nesocichla eremita) est une espèce de passereaux de la famille des Turdidae.

## Distribution
Cette espèce est endémique de l'archipel Tristan da Cunha.

## Liste des sous-espèces
Selon la classification de référence du Congrès ornithologique international (version 6.4, 2016) :
- sous-espèce Turdus eremita eremita (Gould, 1855) de l'île Tristan da Cunha
- sous-espèce Turdus eremita gordoni (Stenhouse, 1924) de l'île Inaccessible
- sous-espèce Turdus eremita procax (Elliott, 1954) de l'île Nightingale

## Taxonomie
Diverses études phylogéniques ayant montré que cette espèce fait partie du clade des Turdus, le Congrès ornithologique international (classification version 4.2, 2014) la transfère dans ce dernier genre. Elle était auparavant placée dans le genre monotypique Nesocichla.